# Günther Hödl
Günther Hödl (* 17. Juni 1941 in Stockerau; † 11. August 2005 in Klagenfurt am Wörthersee) war ein österreichischer Historiker mit dem Schwerpunkt Mittelalter und mehrmaliger Rektor der Universität Klagenfurt.

## Leben und Wirken
Der gebürtige Niederösterreicher Günther Hödl studierte Geschichte, Germanistik und Theaterwissenschaft an der Universität Wien. 1964 wurde er ebenda mit einer Arbeit über Leopold I. von Österreich promoviert. 1974 folgte an der Universität Salzburg die Habilitation mit einer Studie über Albrecht II. von Habsburg und die Verleihung der Venia legendi für Mittelalterliche Geschichte und Historische Hilfswissenschaften. 1975 wurde er zum außerordentlichen Universitätsprofessor für die Geschichte des Mittelalters und Historische Hilfswissenschaften an der Universität Salzburg ernannt. 1975 wurde er zum Ordentlichen Universitätsprofessor für dieselben Fachbereiche an die Universität für Bildungswissenschaften berufen. Bereits in Salzburg betreute er die geschichtswissenschaftliche Reihe Österreichische Historische Bibliographie, in der bis zu seinem Tod 38 Bände und fünf CD-ROMs erschienen. Darüber hinaus war er als wissenschaftlicher Mitarbeiter und Berater an mehreren Kärntner Landesausstellungen beteiligt, zuletzt 2001 an der Ausstellung Schauplatz Mittelalter in Friesach.
Hödl war für drei nicht aufeinander folgende Amtszeiten Rektor der Universität Klagenfurt (bis 1993 „Universität für Bildungswissenschaften“) und damit auch hochschulpolitisch engagiert. Er war in dieser Funktion Mitglied der Österreichischen Rektorenkonferenz und zeitweise auch deren stellvertretender Vorsitzender (1988–1989). In seiner ersten Amtszeit als Rektor von 1979 bis 1983 bemühte er sich vor allem darum, die eingerichteten Studienrichtungen zu konsolidieren und die Universität national und international zu öffnen. In seiner zweiten Periode als Rektor von 1987 bis 1989 gab es erste Planungen für einen Zubau zur Universität sowie eine Neugliederung der Universität in Fakultäten, die 1993 umgesetzt wurde. Seine dritte Amtszeit von 2003 bis 2005, während der er verstarb, stand im Zeichen der fachlichen Erweiterung um sechs technische Lehrstühle (2004) sowie der weiteren Internationalisierung. 2004 erhielt die Hochschule den Namenszusatz Alpen-Adria-Universität Klagenfurt. Im Frühjahr 2005 wurde bei Hödl Lungenkrebs diagnostiziert. Nach seinem Ableben führte Vizerektor Martin Hitz die Amtsgeschäfte.
Hödl war seit 1964 verheiratet. Gemeinsam hatte das Paar einen Sohn und eine Tochter sowie, zum Zeitpunkt von Günther Hödls Tod, vier Enkel.
Er war ab 1981 Mitglied der Freimaurerloge Zu den 3 Säulen im Süden und später der Forschungsloge Quatuor Coronati; er setzte sich auch für die Wiederbelebung der Freimaurerei am Balkan ein. In Anerkennung seiner Leistungen wurde die Loge #6 in Sarajevo Günther Hödl genannt.

## Auszeichnungen
- Wissenschaftlicher Beirat der Österreichischen Nationalbibliothek
- Mitglied der Europäischen Akademie der Wissenschaften und Künste
- 1968: Theodor-Körner-Preis
- 1986: Großes Silbernes Ehrenzeichen für Verdienste um die Republik Österreich
- 1990: Andrej-Einspieler-Preis
- 1991: Österreichisches Ehrenkreuz für Wissenschaft und Kunst I. Klasse
- 2001: Premio Internazionale di Sala di Cultura de Luca, Belluno
- 2004: Alpen-Adria-Preis der AG Alpen-Adria für regionsübergreifende Kooperationen auf den Gebieten der Wissenschaft und Kultur[4]

## Schriften (Auswahl)
Monografien
- Herzog Leopold I. von Österreich (1290–1326). phil. Diss. Universität Wien 1964
- Albrecht II. Königtum, Reichsregierung und Reichsreform 1438–1439. Böhlau Verlag, Wien/Köln/Graz 1978, ISBN 3-205-08716-X (teilweise zugleich Habil.-Schrift Universität Salzburg 1974)
- Habsburg und Österreich 1273–1493. Gestalten und Gestalt des österreichischen Spätmittelalters. Böhlau Verlag, Wien/Köln/Graz 1988, ISBN 3-205-05056-8
- Um den Zustand der Universität zum Besseren zu reformieren. Aus acht Jahrhunderten Universitätsgeschichte. Passagen Verlag, Wien 1994, ISBN 3-85165-101-4

Aufsätze
- Der Donau-Alpen-Adria-Raum im Jahr 1246. Eine Momentaufnahme. In: Franz Viktor Spechtler, Barbara Maier (Hrsg.): Ich – Ulrich von Liechtenstein. Literatur und Politik im Mittelalter. (= Schriftenreihe der Akademie Friesach, Band 5). Wieser Verlag, Klagenfurt 1999, ISBN 3-85129-266-9, S. 25–48
- Die Kirche Salzburgs in Kärnten im Mittelalter. In: Karl Anderwald, Peter Karpf, Hellwig Valentin (Hrsg.): Kärntner Jahrbuch für Politik 7. Verlag Hermagoras, Klagenfurt 2000, S. 154–173
- Historische Perspektiven in den Kulturwissenschaften. In: Kultursoziologie 2, Heft 2, 2003, S. 39–54